# Anarchafeminisme
Anarchafeminisme, ook wel anarchistisch feminisme en anarchofeminisme genoemd,  is een stroming binnen het anarchisme die het anarchisme met het feminisme combineert. Anarchafeminisme beschouwt het patriarchaat als een manifestatie van onvrijwillige sociale hiërarchie. Anarchafeministen zijn van mening dat de strijd tegen het patriarchaat een essentieel onderdeel van de klassenstrijd en de anarchistische strijd tegen de staat is. In wezen is de filosofie gebaseerd op het idee dat de anarchistische strijd een noodzakelijk onderdeel van de feministische strijd is en vice versa. L. Susan Brown, een Canadese anarchocommunist, beweert dat "doordat het anarchisme een politieke filosofie is die alle relaties van de macht verzet, gaat het samen met het feminisme."
In tegenstelling tot wat vaak wordt gedacht vanwege onder andere de associatie met radicaal feminisme (die het over Anarkafeminisme hadden), is het anarchafeminisme geen militante stroming. Anarchafeminisme kan het best omschreven worden als een anti-autoritaire en antikapitalistische filosofie, met als doel het creëren van gelijkheid tussen vrouwen en mannen.